# Ebrahim Mamdani
Ebrahim (Abe) H. Mamdani (1er juin 1942 - 22 janvier 2010) est un mathématicien, informaticien, ingénieur en génie électrique et chercheur en intelligence artificielle britannique. Il a travaillé à l'Imperial College London. 

## Biographie
Abe Mamdani est né en Tanzanie en juin 1942. Il a fait ses études en Inde et, en 1966, est venu les poursuivre au Royaume-Uni. Il a obtenu son doctorat à la Queen Mary University of London en 1971 sous la supervision de Morgan Wynn Humphrey Davies et F. J. Evans avec une thèse intitulée « Sequential Adaptive Logic Circuits ». Il a rejoint ensuite le département de génie électrique de cette université. En juillet 1995, il passe du Queen Mary College à l'Imperial College London, où il a occupé une chaire alors nouvellement créée de stratégie et de services de télécommunications au sein du département d'ingénierie électrique et électronique,

## Travaux
Mamdani est connu pour ses recherches sur la logique floue et, en particulier, pour ses travaux de pionnier sur la commande floue, qui ont été réalisés à partir du début des années 70. En 1974, il  introduit une nouvelle méthode de systèmes d'inférence floue, appelée inférence floue de type Mamdani qu'il développe ultérieurement,,. Cette inférence floue de type Mamdani a des caractéristiques semblables aux comportements humains, opère selon les règles de la linguistique et comporte un algorithme flou qui fournit une approximation exploitable en analyse mathématique.
Il a travaillé également sur le raisonnement incertain et les systèmes de contrôle industriel basés sur la connaissance. Il a participé activement avec plusieurs entreprises industrielles britanniques à la recherche et au développement d'applications des systèmes basés sur la connaissance. 
Il a passé deux ans à travailler dans les laboratoires de recherche centraux de British Telecom au sein du département de gestion des réseaux. Ses travaux portaient alors sur l'application de l'intelligence artificielle à la gestion des réseaux. 
Plus récemment, Mamdani a travaillé sur  la communication d'agents logiciels intelligents et leurs applications aux systèmes de télécommunications. Ces recherches s'étendent aux capacités de calcul logiciel que les agents doivent posséder s'ils veulent agir intelligemment au sein d'une communauté ouverte d'agents. Il a contribué à la création de la Foundation for Intelligent Physical Agents (FIPA) qui est un groupe constitué d'organisations industrielles du monde entier dont le but était d'atteindre des normes minimales dans le domaine des agents logiciels intelligents. 
Certains de ses travaux concernent des recherches sur ce que l'on appelle les agents embarqués et sur l'importance de l'« affect » dans la conception de ces agents afin de les rendre crédibles. La confiance est une autre question étroitement liée qui a un impact sur la crédibilité.
Parmi ses étudiants, il y a Nick Jennings.

## Publications (sélection)
- [1974] Mamdani, « Application of fuzzy algorithms for control of simple dynamic plant », Proceedings of the Institution of Electrical Engineers, vol. 121, no 12,‎ 1974, p. 1585–1588 (DOI 10.1049/piee.1974.0328)
- [1975] E.H. Mamdani et S. Assilian, « An experiment in linguistic synthesis with a fuzzy logic controller », International Journal of Man-Machine Studies, vol. 7, no 1,‎ 1975, p. 1-13 (DOI 10.1016/S0020-7373(75)80002-2)
- [1977] Ebrahim H. Mamdani, « Application of Fuzzy Logic to Approximate Reasoning Using Linguistic Synthesis », IEEE Transactions on Computers, vol. 26, no 12,‎ décembre 1977, p. 1182-1191 (DOI 10.1109/TC.1977.1674779).
- [1977] C. P. Pappis et Ebrahim H. Mamdani, « A Fuzzy Logic Controller for a Trafc Junction », IEEE Transactions on Systems, Man, and Cybernetics, vol. 7, no 10,‎ 1977, p. 707–717 (ISSN 0018-9472, DOI 10.1109/TSMC.1977.4309605).

- [2008] P. Venkataram, Jeremy Pitt, B. Sathish Babu et E. Mamdani, « An intelligent proactive security system for cyber centres using Cognitive Agents », International Journal of Information and Computer Security, vol. 2, no 3,‎ 2008, p. 235-249 (DOI 10.1504/IJICS.2008.020604)

## Récompenses et honneurs
Abe Mamdani était professeur émérite à l'Imperial College de Londres. Il a reçu le European Fuzzy Pioneer Award de l'European Society for Fuzzy Logic and Technology (EUSFLAT) en 1999, et le Fuzzy Systems Pioneer Award de la Computational Intelligence Society de l'IEEE en 2003. Il a également été membre de l'IEEE, de l'International Fuzzy Systems Association, de la Royal Academy of Engineering et de l'Institution of Electrical Engineers (en) (IEE).

## Hommages
Un livre a été publié en hommage en 2012 :
- Enric Trillas, Piero P. Bonissone, Luis Magdalena et Janusz Kacprzyk (éditeurs), Combining Experimentation and Theory : A Hommage to Abe Mamdani, Springer-Verlag, coll. « Studies in Fuzziness and Soft Computing » (no 271), v2012, xvi + 424 (ISBN 978-3-642-24666-1 et 978-3-642-24665-4).